# 比亚尔讷
比亚尔讷（法語：Biarne，法語發音：[bjaʁn]）是法国汝拉省的一个市镇，属于多勒区。

## 地理
比亚尔讷（47°8'45"N, 5°27'25"E）面积6.21 平方千米，位于法国勃艮第-弗朗什-孔泰大區汝拉省，该省份为法国东部内陆省份，北起上索恩省，西北接科多尔省，西临索恩-卢瓦尔省，南至安省，东与杜省和瑞士接壤。
与比亚尔讷接壤的市镇（或旧市镇、城区）包括：赖南、欧克索讷、比耶、茹村、桑庞。

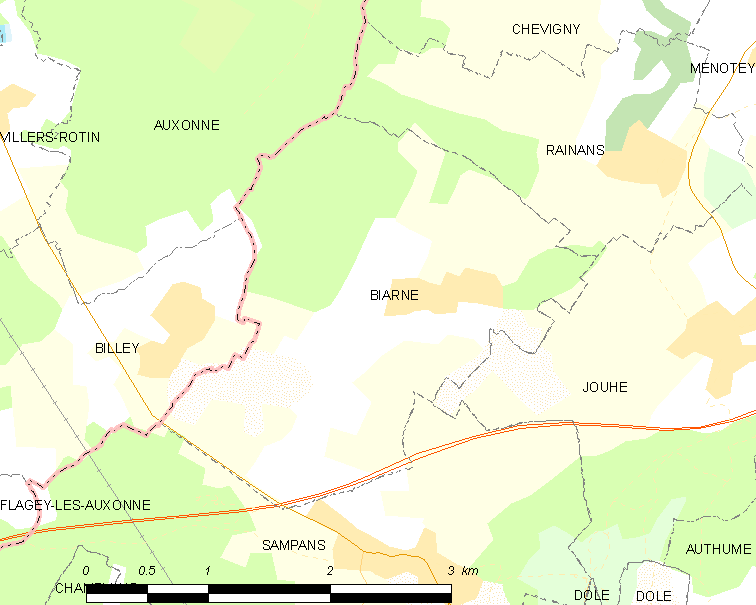
比亚尔讷的OSM定位图

比亚尔讷的时区为UTC+01:00、UTC+02:00（夏令时）。

## 行政
比亚尔讷的邮政编码为39290，INSEE市镇编码为39051。

## 政治
比亚尔讷所属的省级选区为欧蒂姆县。

## 人口

1962-2008年间比亚尔讷人口变化图示

比亚尔讷于2022年1月1日时的人口数量为436人。